# Tan
 (срп. Зора) је био недељни лист на турском језику који је излазио између 1969. и 1999. године са седиштем у Приштини. Био је један од листова на турском језику који је покренут у СФР Југославији.

## Историја
Прво издање је издато 1. маја 1969. године. Лист је покренуо Савез комуниста Косова. Издавао га је Tan Printing Company. Прво је излазио на двонедељној бази, а касније сваке седмице. Циљ листа је био да пренесе културни идентитет народа турског порекла у региону на следеће генерације. Шукру Зејнулах је радио за лист од 1975. до 1981. као директор за трговину.
Tan је објавио неколико додатака и књига. Неки од додатака били су Çevren који је први пут објављен 1973. и Kuş, дечији часопис, чији је први број изашао 1979. године. Често је приказивао књижевна дела аутора турског порекла. Лист је угашен 1999. године.